# Assassinato de Larry Payne
Larry Payne foi um adolescente afro-americano de dezesseis anos que foi morto após uma marcha em apoio à greve de saneamento de Memphis na quinta-feira, 28 de março de 1968, em Memphis, Tennessee. Ele foi a única fatalidade naquele dia, embora o New Pittsburgh Courier tenha relatado 60 feridos e 276 presos.
Martin Luther King Jr. ligou para a mãe de Payne, Lizzie Payne, para consolá-la após o assassinato de seu filho pelo patrulheiro Leslie Dean Jones.

## Eventos que levaram à morte de Payne
Relatos conflitantes descrevem o saque que ocorreu em conjunto com a marcha na quinta-feira, 28 de março de 1968, que levou a um toque de recolher em toda a cidade e ao prefeito Loeb convocando a Guarda Nacional do Tennessee. De acordo com várias testemunhas, quando Payne saiu do porão no empreendimento habitacional Fowler Homes, o policial Leslie Dean Jones pressionou o cano de uma espingarda serrada no estômago de Payne e atirou, matando-o. Foi determinado que Payne estava saindo da sala da caldeira do complexo habitacional quando Jones atirou nele. Payne supostamente levantou as mãos antes de matar e pediu ao policial para não atirar. Jones mais tarde afirmou que Payne estava segurando uma grande faca de açougueiro quando saiu do porão, uma declaração negada por testemunhas do assassinato. O grande júri do Condado de Shelby não apresentou queixa, e o Departamento de Justiça dos EUA declarou que não havia evidências suficientes para processar Jones ao investigá-lo por abusos de direitos civis.
Um memorando que foi posteriormente publicado pelo Departamento de Justiça em 2011 observou que os relatos de testemunhas sobre o que havia acontecido variavam, além da alegação de que Payne nunca segurou uma faca. Também revelou que, apesar das alegações de testemunhas de que não viram Payne segurando a faca, a polícia local conseguiu fornecer evidências fotográficas de uma faca de açougueiro que eles afirmaram ter encontrado perto da porta da sala da caldeira. O memorando também afirmou que a primeira investigação do Departamento de Justiça contra Jones foi encerrada em 1971 devido a problemas com "a credibilidade das testemunhas e porque não podemos explicar como uma faca foi encontrada perto do corpo da vítima". Também foi determinado pela Divisão de Direitos Civis do Departamento de Justiça dos EUA em abril de 2023 que qualquer sugestão de que a faca foi plantada por Jones não foi apoiada pelas circunstâncias que levaram ao tiroteio e que tanto uma mancha de pólvora que foi encontrada no cotovelo esquerdo de Payne quanto uma queimadura de pólvora que foi encontrada na mão esquerda de Payne indicavam que Payne estava de fato alcançando Jones com seu braço esquerdo quando Jones atirou nele.

## Funeral de Payne
Houve um velório de cinco horas no dia anterior ao funeral em 1º de abril de 1968. Seiscentos compareceram ao seu funeral no Templo Clayborn em 2 de abril de 1968. Trabalhadores de saneamento em greve, membros do clero que apoiaram a greve e representantes da televisão nacional estavam todos presentes, bem como os alunos e professores da Mitchell Road High School, onde Payne estava matriculado antes de sua morte. O reverendo B.T. Dumas, pastor da Igreja Batista de Nova Filadélfia, fez o elogio intitulado "O homem é como a grama e é cortado em vários estágios da vida". O Rev. Dumas não fez nenhuma referência às circunstâncias incomuns da morte de Payne. A mãe de Payne, Lizzie Mason Payne, teve que ser levada para fora da igreja porque estava muito triste. O The Washington Post a citou dizendo: "Eles mataram você como um cachorro."

## Eventos após a morte de Payne
King planejou visitar a mãe de Payne durante sua próxima visita a Memphis, mas foi morto antes que a visita pudesse ocorrer. Ele foi assassinado sete dias após o assassinato de Payne, em 4 de abril de 1968, quando retornou a Memphis em um esforço para realizar uma marcha pacífica, sem ser prejudicada por saques e violência.
Após a morte de Payne, Lizzie Payne, sua mãe, mudou-se para Flint, Michigan.
De acordo com a Lei Till, o caso contra Jones iniciou outra revisão federal em 2007. Mais tarde, seria oficialmente encerrado pelo Departamento de Justiça em 5 de julho de 2011, quando foi determinado que não havia "evidências suficientes para provar, além de qualquer dúvida razoável, que o sujeito usou força excessiva intencionalmente quando disparou sua arma contra a vítima" Jones morreu mais tarde em abril de 2019.
Em abril de 2023, a funcionária da Divisão de Direitos Civis, Karla Dobinski, emitiria uma notificação para encerrar o arquivo do caso.